# Biên Hoà
Biên Hoà wymowaⓘ – miasto w południowym Wietnamie, nad rzeką Đồng Nai, 30 km na północny wschód od Ho Chi Minh, ośrodek administracyjny prowincji Đồng Nai. W 2013 roku liczyło 471 059 mieszkańców.
W mieście rozwinął się przemysł chemiczny, elektrotechniczny, papierniczy, spożywczy oraz rzemieślniczy.